# سول شیف
سول شیف (انگلیسی: Sol Schiff؛ ۱۹۱۷ – ۲۰۱۲) یک بازیکن تنیس روی میز اهل ایالات متحده آمریکا بود. 
وی در مسابقات کشوری و بین‌المللی در مجموع برنده ۲ مدال طلا، ۱ مدال برنز شده‌است.